# Міжнародний центр радіоастрономічних досліджень
Міжнародний центр радіоастрономічних досліджень (англ. International Centre for Radio Astronomy Research, ICRAR) — міжнародний науковий центр, розташований в Австралії біля Перта. Заснований у серпні 2009 року як спільне підприємство між Кертінським університетом та Університетом Західної Австралії. Штаб-квартира інституту знаходиться в Кровлі. Працює над проєктуванням найбільшого у світі масиву наземних телескопів Square Kilometer Array і двох його австралійських попередників, — ASKAP і MWA, — які обидва розташовані в Мерчисоні.

## Організація
Міжнародний центр радіоастрономічних досліджень є спільним закладом Кертінського університету та Університету Західної Австралії за фінансової підтримки уряду штату Західна Австралія. Його штаб-квартира розташована в Університеті Західної Австралії, а дослідницькі майданчики знаходяться як в Університеті Західної Австралії, так і в Кертінському інституті радіоастрономії (Curtin Institute of Radio Astronomy, CIRA).

## Директори
- Бернард Боуен (2009—2016)[4]
- Кен Майкл[en] (з 2015)
- Том Булер[5]

## Дослідницькі проєкти
У 2013 році Міжнародний центр радіоастрономічних досліджень став першим користувачем Суперкомп'ютерного центру Повсі, що базується в Кенсінгтоні.
Дослідницький проєкт theSkyNet POGS використовував розподілені обчислення за допомогою технології BOINC на комп'ютерах тисяч користувачів, щоб на основі спостережень GALEX (ультрафіолетовий діапазон), Pan-STARRS1 (видимий) і WISE (ближній інфрачервоний) створити багатохвильовий атлас найближчих галактик. theSkyNet працював до 2018 року.
Проєкт Міжнародного центру радіоастрономічних досліджень AstroQuest спрямований на громадянську науку. В ньому велика кількість волонтерів допомагають науковцям шукати та класифікувати галактики.
У 2022 році в архівних даних GLEAM (GaLactic and Extragalactic All-sky Murchison Widefield Array Survey, галактичний і позагалактичний мерчісонський широкопольний огляд всього неба за допомогою антенної решітки) виявил незвичайне довгоперіодичне радіоджерело GLEAM-XJ162759.5-523504, з періодом 18 хвилин і спалахами тривалістю в 1 хвилину, що не відповідало жодним відомим на той час періодичним змінним.